# Propargylgroep

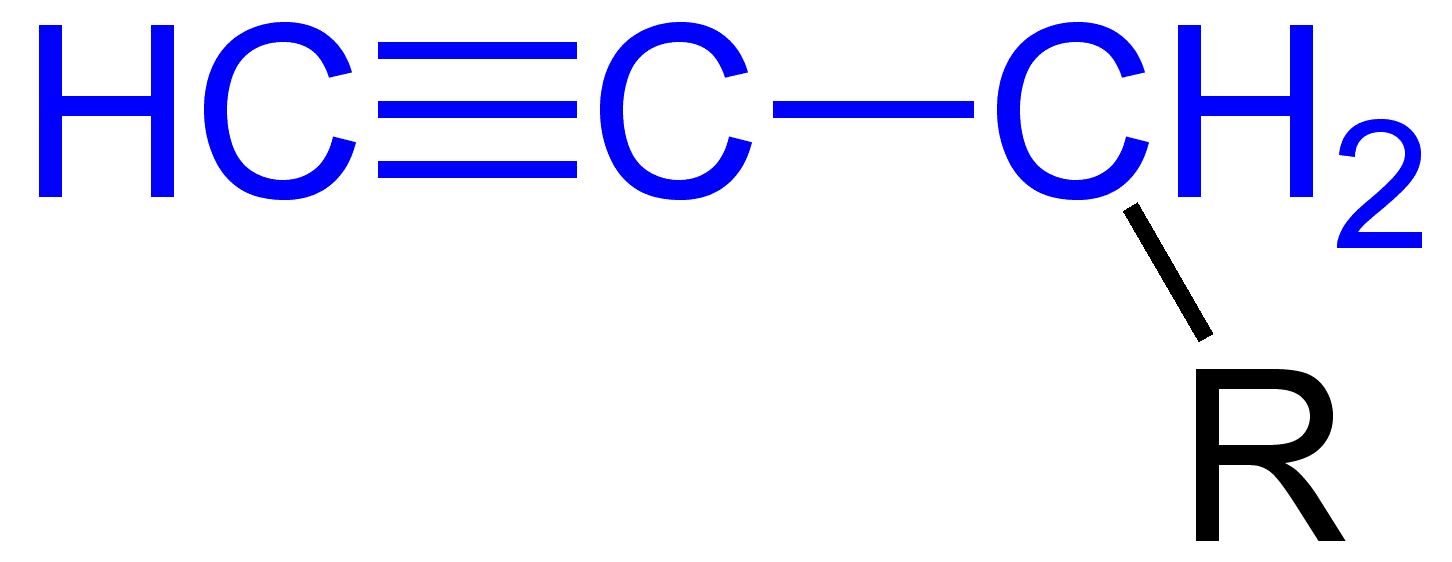
Algemene structuurformule van de propargylgroep.

De propargylgroep is een functionele groep in de organische chemie, afgeleid van propyn en behoort tot de alkynylgroepen. Het kan beschouwd worden als het alkynanaloog van een allylgroep. De correcte benaming volgens de IUPAC is 2-propynylgroep.

## Eigenschappen
Wanneer aan een propargylgroep afsplitsbare structuren zijn gebonden, dan kan de overblijvende positieve lading de stabiliseerd worden door resonantie:
Dat impliceert dat een eventueel aanwezig nucleofiel op twee plaatsen kan aanvallen. In het eerste geval (1) leidt het tot substitutie van de afgesplitste groep, in het geval van resonantiestructuur 2 leidt dat tot een alleen.